# Apanteles victoriae
Apanteles victoriae is een insect dat behoort tot de orde vliesvleugeligen (Hymenoptera) en de familie van de schildwespen (Braconidae). De wetenschappelijke naam van de soort werd voor het eerst geldig gepubliceerd door Carl Frederick William Muesebeck in 1921.
De soort is genoemd naar de typelocatie, Victoria op Vancouvereiland (Canada).